# WitchFlame
WitchFlameは株式会社シュピールのアダルトゲームブランドの1つである。

## 作品一覧
- 妹とヤリたいことのすべて 「ごくん……ねぇ、なんでもするから、これ、もっとちょうだい、お兄ちゃん」
- 独占催眠「私を好きにしていいから、あの娘もめちゃくちゃにして!」
- 独占島 アナザールート【燈華と此方、親友同士の相互犠牲】
- 独占島「あんたを好きになるくらいなら孕まされた方がマシよ!」
- 俺だけのアイドル -eyeの才能-
- 深層パラレルパラドックス -並行世界の理想郷-
- 月光アルスマギカ -不可逆神域の少女たち-
- 瞳の烙淫4 ～悦濁の操心改造～
- 瞳の烙淫3 ～双眸の洗脳調教～
- 瞳の烙淫2 ～絶対不可避の審媚眼～
- 蠱蝶の夢 「もう、やめて……! これ以上私の精神(こころ)を穢さないで……!」
- 瞳の烙淫 ～淫縛の牝奴隷～